# Bitwa pod Aricą
Bitwa pod Aricą – starcie zbrojne, które miało miejsce 7 czerwca 1880 w trakcie wojny o Pacyfik. 
W czerwcu 1880 r. oddział liczący 8,5 tysiąca żołnierzy chilijskich pod dowództwem generała Baquedano, podążający w ślad za wycofującymi się siłami peruwiańskimi, dotarł do miasta Arica. Garnizon miasta liczył 2 tysiące ludzi pod dowództwem pułkownika Francisco Bolognesi. Linia obrony koncentrowała się na podmiejskim masywie skalnym El Morro, gdzie przygotowano transzeje i ustawiono działa. 5 czerwca Chilijczycy rozpoczęli ostrzał miasta. Dwa dni później, 7 czerwca nastąpił szturm na pozycje Peruwiańczyków, poprowadzony przez pułkownika Pedro Lagosa. W wyniku zaciekłej walki pozycje obrońców zostały zdobyte. Wśród kilkuset zabitych Peruwiańczyków znalazł się Francisco Bolognesi. Chilijczycy zatopili też monitor „Manco Capac” ubezpieczający miasto od strony morza. 